# Hemigryllus
Hemigryllus is een geslacht van rechtvleugeligen uit de familie krekels (Gryllidae). De wetenschappelijke naam van dit geslacht is voor het eerst geldig gepubliceerd in 1877 door Saussure.

## Soorten
Het geslacht Hemigryllus omvat de volgende soorten:
- Hemigryllus amazonicus Gorochov, 1997
- Hemigryllus columbi Gorochov, 1996
- Hemigryllus femineus Gorochov, 1986
- Hemigryllus ortonii Scudder, 1869
- Hemigryllus sharovi Gorochov, 1996
- Hemigryllus vocatus Gorochov, 1999
- Hemigryllus woronovi Gorochov, 1986